# Paratropis papilligera
Espèce
Paratropis papilligera est une espèce d'araignées mygalomorphes de la famille des Paratropididae.

## Distribution
Cette espèce se rencontre au Brésil au Pará et en Colombie en Amazonas,.

## Description
Le mâle mesure 12,75 mm et la femelle 12,5 mm.

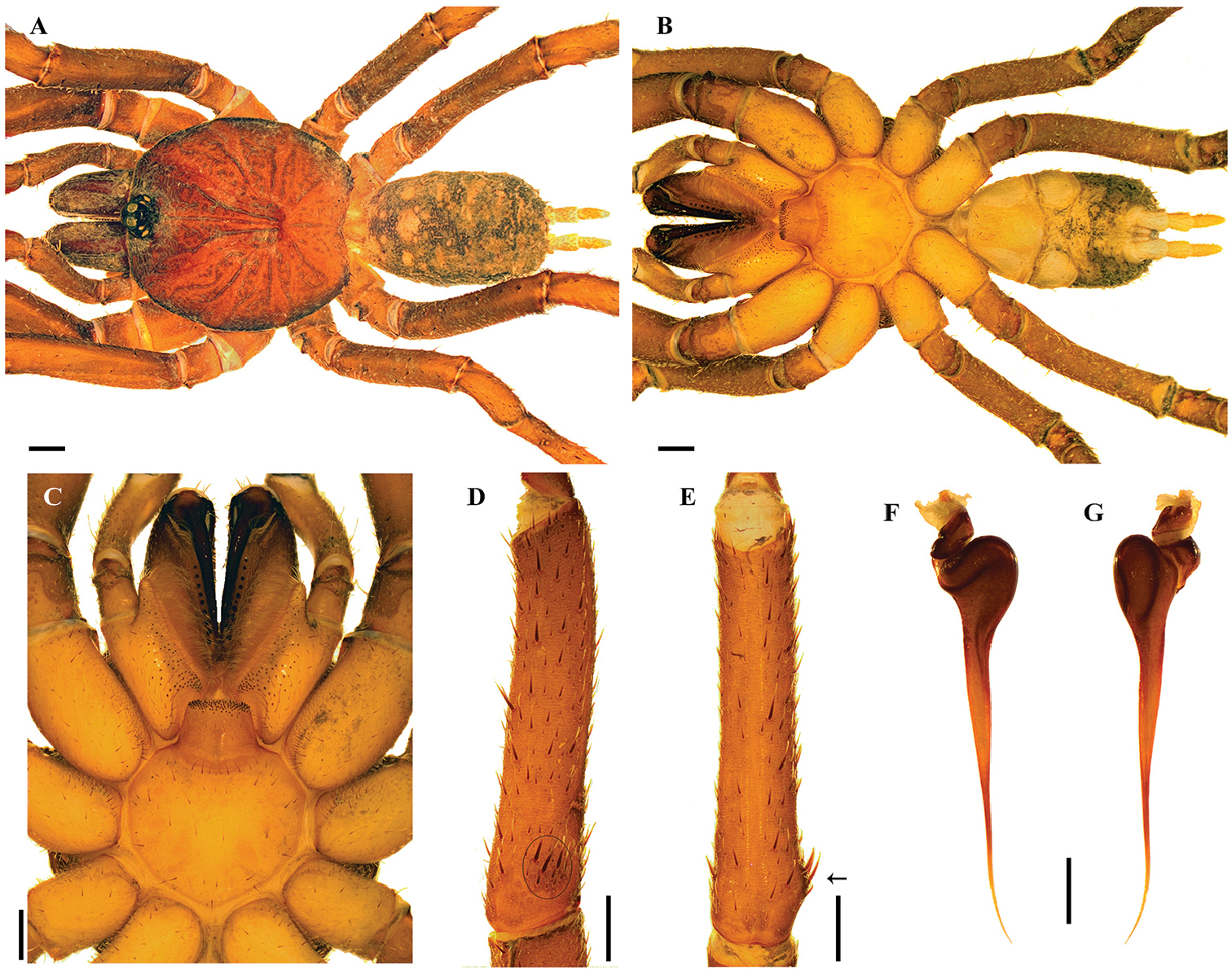
Paratropis papilligera ♂

Le mâle décrit par Perafán, Galvis et Pérez-Miles en 2019 mesure 12,3 mm.

## Systématique et taxinomie
Cette espèce a été décrite par F. O. Pickard-Cambridge en 1896.

## Publication originale
- F. O. Pickard-Cambridge, 1896 : « On the Theraphosidae of the lower Amazons: being an account of the new genera and species of this group of spiders discovered during the expedition of the steamship "Faraday" up the river Amazons. » Proceedings of the Zoological Society of London, vol. 1896, p. 716-766 (texte intégral).